# Afghanistan op de Olympische Zomerspelen 1948
Afghanistan nam deel aan de Olympische Zomerspelen 1948 in Londen. Het was de tweede deelname van Afghanistan aan de Olympische Spelen.
De 25 sporters van de Afghaanse hockeyploeg en het Afghaans voetbalelftal wisten op deze editie, net als bij de eerste deelname, geen medailles te winnen.

## Deelnemers en resultaten
(m) = mannen, (v) = vrouwen 

### Hockey
| Olympiër | Discipline | Resultaat  | Prestatie                       |
| --- | ---------- | ---------- | ------------------------------- |
| Mohammad Attai G. Jagi Mohammad Khogaini Bakhteyar Gulam Mangal Abdul Kadir Nuristani Ahmad Jahan Nuristani Din Mohammad Nuristani Jahan Gulam Nuristani Mohammad Amin Nuristani Mohammad Jahan Nuristani Mohammad Kadir Nuristani Ahmad Tajik Khan Nasrullah Totakhail Ahmad Yusufzai | mannen     | 3e groep B | Groep B 2-0 USA 1-1 SUI 0-8 GBR |

### Voetbal
| Olympiër | Discipline | Resultaat | Prestatie         |
| --- | ---------- | --------- | ----------------- |
| Mohammad Anwar Afzal Abdul Ghafoor Assar Abdul Ghani Assar Abdul Shacour Azimi Yar Mohammad Barakzai Mohammad Ibrahim Gharzai Abdul Kharot M. Kharot Abdul Hamid Tajik Abdul Yusufzai Mohammad Yusufzai | mannen     | voorronde | voorronde 0-6 LUX |

Afghanistan · Argentinië · Australië · België · Bermuda · Birma · Brazilië · Brits-Guiana · Canada · Ceylon · Chili · Colombia · Cuba · Denemarken · Egypte · Filipijnen · Finland · Frankrijk · Griekenland · Groot-Brittannië · Hongarije · Ierland · IJsland · India · Irak · Iran · Italië · Jamaica · Joegoslavië · Libanon · Liechtenstein · Luxemburg · Malta · Mexico · Monaco · Nederland · Nieuw-Zeeland · Noorwegen · Oostenrijk · Pakistan · Panama · Peru · Polen · Portugal · Puerto Rico · Republiek China · Singapore · Spanje · Syrië · Trinidad en Tobago · Tsjecho-Slowakije · Turkije · Uruguay · Venezuela · Verenigde Staten · Zuid-Afrika · Zuid-Korea · Zweden · Zwitserland